# Type 054
O projeto Type 054 (codinome OTAN Jiangkai I) é uma classe de fragatas multifuncionais chinesas que foram comissionadas na Força de Superfície da Marinha do Exército de Libertação Popular em 2005. Elas substituíram as fragatas Type 053H3. Apenas duas embarcações, Ma'anshan (525) e Wenzhou (526), foram construídas antes que a produção mudasse para a fragata Type 054A melhorada equipada com VLS.

## Projeto
Os navios tem um design de casco furtivo com superfícies inclinadas, materiais absorventes de radar e uma superestrutura reduzida.
O principal armamento antinavio eram mísseis de cruzeiro antinavio YJ-83, em dois lançadores de quatro células. Foi mantido o HQ-7 SAM, uma versão melhorada do Crotale francês, do anterior Tipo 053H3. O HQ-7 tinha um lançador de 8 células pronto para disparar, com 16 armazenadas no recarregador automático. A defesa de curto alcance foi melhorada com quatro torres AK-630 CIWS. E possuí um canhão principal de 100 mm.
As fragatas eram movidas por quatro motores diesel marítimos CODAD Tipo 16 PA6 STC projetados pela SEMT Pielstick, cada um gerando 6.330hp. As licenças para os motores foram vendidas para a China em 2002, sendo construídos pela Fábrica de Motores Diesel de Shaanxi. Outros relatórios afirmaram que cada embarcação era movida por dois (ou quatro) motores Tipo 16 PA STC e dois motores diesel MTU 20V 956TB92.

## Comparação com a classeLa Fayette
As fragatas Type 054 possuí uma semelhança as fragatas da classe La Fayette em seu formato e deslocamento. Além disso, os chineses usavam armas e eletrônicos franceses ou derivados deles. Os franceses exportaram esses sistemas para a China na década de 1980 e mais tarde concederam licenças de produção. Esses sistemas eram semelhantes aos usados na classe La Fayette.
As fragatas Type 054A que as sucederam incorporaram uma proporção maior de sistemas nativos mais avançados.

## Histórico de serviço
As fragatas Ma'anshan (525) e Wenzhou (526) partiram de Zhoushan em 21 de fevereiro de 2011 para realizar uma patrulha antipirataria na costa da Somália. Eles foram a oitava patrulha chinesa e, seguindo o número de flâmula de Wenzhou (526), ganharam a designação de Força-Tarefa semicompatível 'Força-Tarefa 526'. O comandante Han Xiaohu comandou a flotilha de Wenzhou. No caminho, a flotilha fez uma parada em Carachi, antes de zarpar novamente em 13 de março de 2011. Os navios foram acompanhados pelo navio de reabastecimento Qiandaohu (886), que já estava destacado na flotilha anterior.

## Navios da classe
| Nº de amura | Nome      | Construtor | Batimento de quilha | Lançado                | Comissionado            | Frota                 | Status |
| ----------- | --------- | ---------- | ------------------- | ---------------------- | ----------------------- | --------------------- | ------ |
| 525         | Ma'anshan | Hudong     | Dezembro de 2001    | 11 de setembro de 2003 | 18 de fevereiro de 2005 | Frota do Mar do Leste | Ativo  |
| 526         | Wenzhou   | Huangpu    | Fevereiro de 2002   | 30 de novembro de 2003 | 26 de setembro de 2005  | Frota do Mar do Leste | Ativo  |